# Purbeck Ball Clay

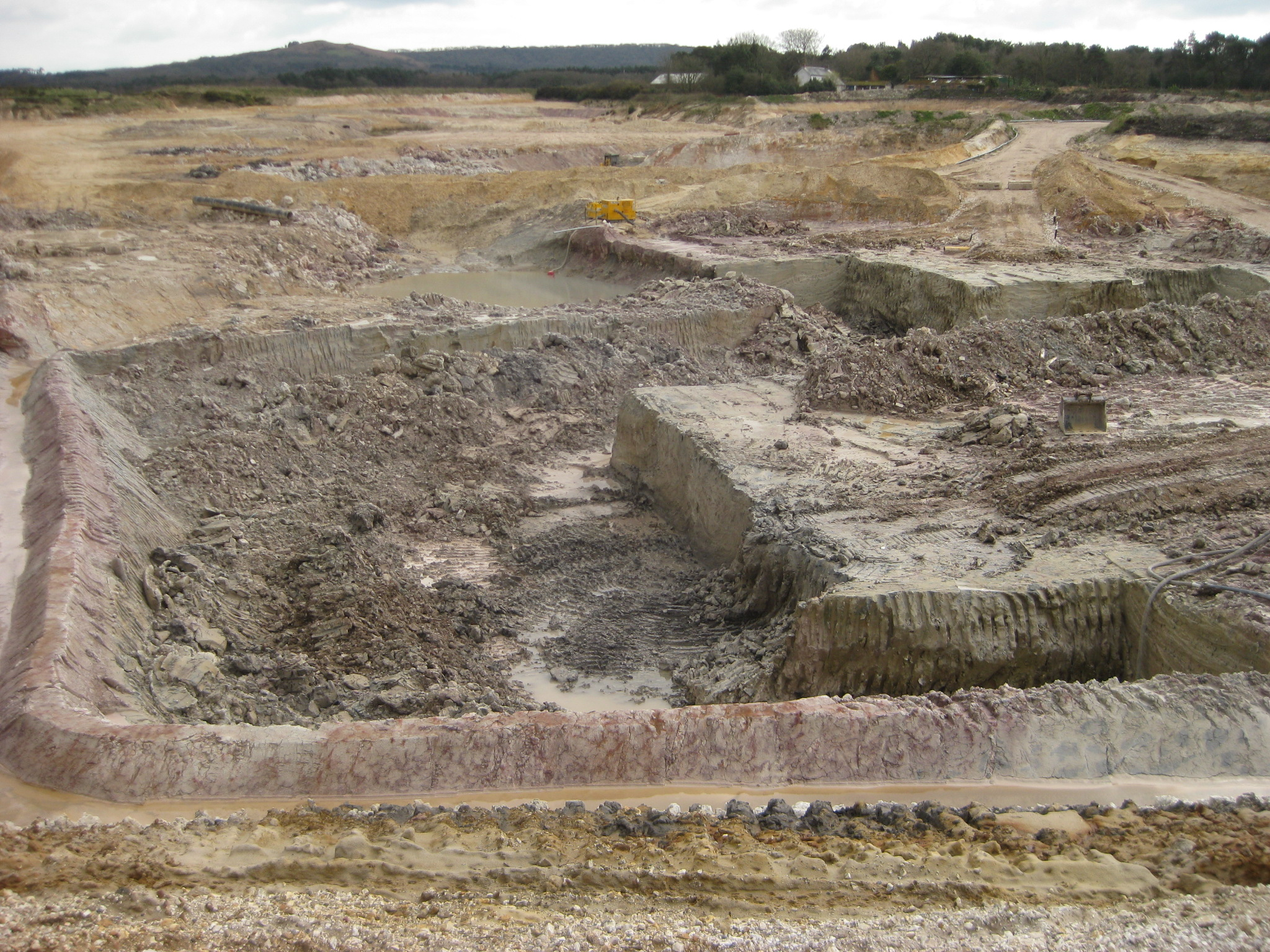
Purbeck Ball Clay Mine

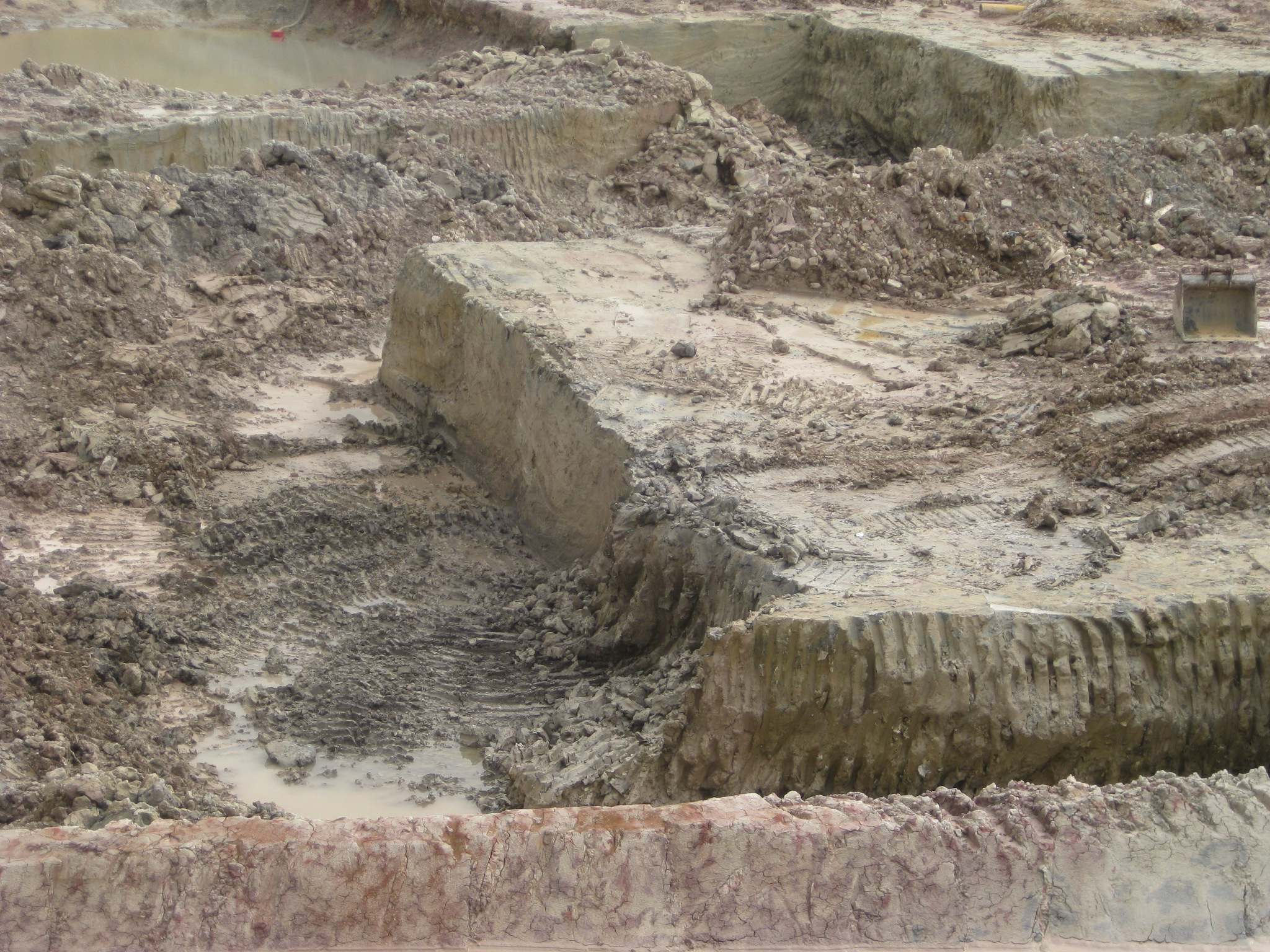
bei Furzebrook

Purbeck Ball Clay ist ein Tonvorkommen, gefunden auf der Isle of Purbeck in der Grafschaft Dorset im Süden von England. Die höchste Konzentration von Purbeck Ball Clay liegt im Norden der Purbeck Hills rund um die Ortschaft Norden bei Furzebrook, zwischen Corfe Castle und Wareham.

## Was ist Ball Clay?
Ton bezeichnet ein natürlich vorkommendes Mineral, das sich aus feinkörnigen Mineralen zusammensetzt und unterschiedliche Wassermengen aufnehmen kann. Bei entsprechenden Wassergehalten ist Ton plastisch, beim Trocknen oder Brennen härtet Ton aus. Ball Clays sind sedimentären Ursprungs. Ball Clay ist aufgrund der Kombination von geologischen Faktoren, die für Bildung und Erhaltung notwendig sind, ein äußerst seltenes Mineral.
Ball Clay wird nur an sehr wenigen Orten auf der ganzen Welt gefunden. Gefördert wird Ball Clay in Teilen des Ostens der Vereinigten Staaten sowie bei zwei Bergbauten in Devon (Bovey Basin im Süden, Petrockstowe Basin im Norden) und im Wareham Basin auf der Isle of Purbeck.
Purbeck Ball Clay ist ein feinkörniger, sehr plastischer sedimentärer Ton, der sich zu sehr heller oder zu beinahe weißer Farbe brennen lässt.
Der Name Ball Clay geht zurück auf die frühen Methoden des Bergbaus.  Spezial-Handwerkzeuge wurden verwendet, um den Ton in grobe Würfel von circa 25 bis 30 Zentimeter zu schneiden. Da die Ecken durch Handhabung und Lagerung öfters abgestoßen wurden, wurden diese Würfel abgerundet und zu einer „Ball-“ ähnlichen Form gestoßen. Ball Clay wird manchmal auch als plastischer Ton bezeichnet.

## Entstehung
Vor etwa 45 Millionen Jahren war das Klima tropisch. Im damaligen alten Fluss „Solent“ bildete sich Kaolinit (gebildet aus zerfallenem Granit) aus den Grundgestein auf Dartmoor. In den Bachläufen haben sich Kaolinite mit anderen Ton-Mineralien, Sand, Kies und Vegetation vermischt. Die Mineralien lagerten sich in den tief liegenden Becken ab.
Ball Clays enthalten in der Regel drei dominierenden Mineralien: 20 bis 80 % Kaolinit, 10 bis 25 % Glimmer und 6 bis 65 % Quarz. Darüber hinaus enthält es noch andere Mineralien und Kohliger Chondrit. Die Unterschiede in den mineralischen Zusammensetzungen, sowie auch die verschiedene Massen der Tonteilchen, resultiert in unterschiedlichen Merkmalen in den einzelnen abgelagerten Schichten.

## Gewinnung

### Vor 1800
Es ist allgemein anerkannt, dass Purbeck Ball Clay seit der Römerzeit angewandt wurde, vielleicht sogar seit der frühen Bronzezeit. Es gibt Anzeichen dafür, dass es im dritten Jahrhundert eine römische Töpferei bei Norden gab.
Es war die Einführung von Tabak nach England im 16. Jahrhundert durch Sir Walter Raleigh, mit dem die Notwendigkeit entstanden ist nach einem geeigneten Ton zu suchen, um Raucherpfeifen herzustellen. Das hat zum Beginn des modernen Purbeck Ball Clay-Handels geführt. Groß angelegte kommerzielle Gewinnung begann in der Mitte des 18. Jahrhunderts. Die wichtigsten Arbeiten wurden im Bereich südlich von Wareham, im Wareham-Becken, ausgeführt.
Ursprünglich wurde der Purbeck Ball Clay mit Zugpferden zu den Anlegern und Ladeplätzen am Fluss Frome oder an der Südseite des Poole Harbour transportiert.
Im Jahre 1771 unterzeichnete Josiah Wedgwood einen Vertrag mit Thomas Hyde in Arne für die Lieferung von 1400 Tonnen Purbeck Ball Clay, um damit dünnwandige Keramik herzustellen. Wedgwood hatte zuvor dies vergeblich versucht, auch bei anderen Lieferanten von Ton, einschließlich der Bitte an seinen Freund, Joseph Banks, einen bestimmten Ton aus Botany Bay, Australien, zu besorgen. Wedgwood kam aber zu dem Schluss, dass der „blaue Bagshot Ton“, gefunden um Wareham, das beste für diesen Zweck sei. Wedgwood benutzte den „Blauen Purbeck Ball Clay“ für seine weltberühmte Queen’s Ware, die ihn zu einem sehr reichen Mann machte.
Aus der 1796 Zählung geht hervor, dass 55 von 96 in der lokalen Industrie beteiligten Männer von Corfe Castle mit Tonschneiden beschäftigt waren.
Das ganze Gebiet um Arne entfaltete sich durch die Gewinnung und den Export von Purbeck Ball Clay. Ein Großteil wurde über den Fluss Frome transportiert, aber ein Teil per Schiene auf Schmalspurbahnen zum Poole Harbour. Im Jahre 1813 wurde der Transport von Purbeck Ball Clay von allen Poolehafen-Steuern befreit.

### Die Eisenbahn
Wedgwoods Vertrag führte später zum Bau der ersten Eisenbahn in Dorset in 1806. Dies war der Middlebere Plateway. Ein Plateway ist eine frühe Art von Eisenbahn oder Straßenbahn oder Pferdebahn, ein auf gusseisernen Schienen laufendes und von Pferden als Zugtiere gezogenes Verkehrsmittel.
Dieser Plateway verband das Tonwerk des Londoner Merchant Benjamin Fayle bei Corfe Castle zu einem Kai auf Middlebere Creek in Poole Harbour. Andere, ähnliche Straßenbahnen folgten, darunter die Furzebrook Railway (1830), die Newton Straßenbahn (um 1860), und die Fayle Straßenbahn (1907).
Die Brüder William Joseph Pike und John William Pike waren Purbeck Ball Clay-Händler. Sie bauten um 1840 eine Eisenbahnlinie von Ridge nach Furzebrook. Später haben sie diese nach Creech erweitert. Im Jahr 1866 brachten sie die erste Dampflokomotive auf die Isle of Purbeck.
Die Ball Clay Händler, in Zusammenarbeit mit John Mowlem, schlugen im Jahr 1874 ein Swanage Railway System vor. Dies konnte jedoch nicht verwirklicht werden konnte, weil damals die wirtschaftliche Rezession einsetzte. Hingegen als die Swanage Railway schließlich im Jahre 1885 gebaut wurde, wurden spezielle Anschlussgleise für den Transport des Ball Clay in Furzebrook, sowie Anschlussgleise in Swanage für den Purbeck-Stein gebaut. Nach Errichtung der London und South Western Railway von Wareham nach Swanage in 1885 wurde der Purbeck Ball Clay per Schiene versandt. Ball Clay war die wertvollste Fracht für die Swanage Bahn während der ersten Hälfte des 20. Jahrhunderts.
Purbeck Ball Clay wird heute noch an mehreren Vorkommen auf der Isle of Purbeck gewonnen und Töpferton wird in Furzebrook verarbeitet. Der Ton wird jetzt mit Lastwagen oder Normalspur-Züge verfrachtet. Derzeit ist Töpferton Großbritanniens zweitwichtigste mineralische Ausfuhr nach der Öl-ausfuhr.

## Nutzungsformen
Purbeck Ball Clay wird in die Herstellung von alltäglichen Gegenständen verwendet:
- Wand- und Bodenfliesen, Waschbecken, WC Schalen, Teller, Tassen und Untertassen, Linoleum, Fliesen, Akustik Deckenverkleidung, Isolation für Elektrokabel, blass gefärbten Ziegeln und Drainagerohre.
- Scheibenwischer, Zündkerzen und Motorblock Dichtungen.
- Schläuche und Düngermittel.

## Museum
Im Purbeck Mineral and Mining Museum gibt es eine Ausstellung zu den Themen Purbeck Ball Clay, Ton-Bergbau und Schmalspurbahnen auf der Isle of Purbeck.